# Trichoscelia santareni
Trichoscelia santareni är en insektsart som först beskrevs av Navás 1914.  Trichoscelia santareni ingår i släktet Trichoscelia och familjen fångsländor. Inga underarter finns listade i Catalogue of Life.